# Kirche Schmarsow

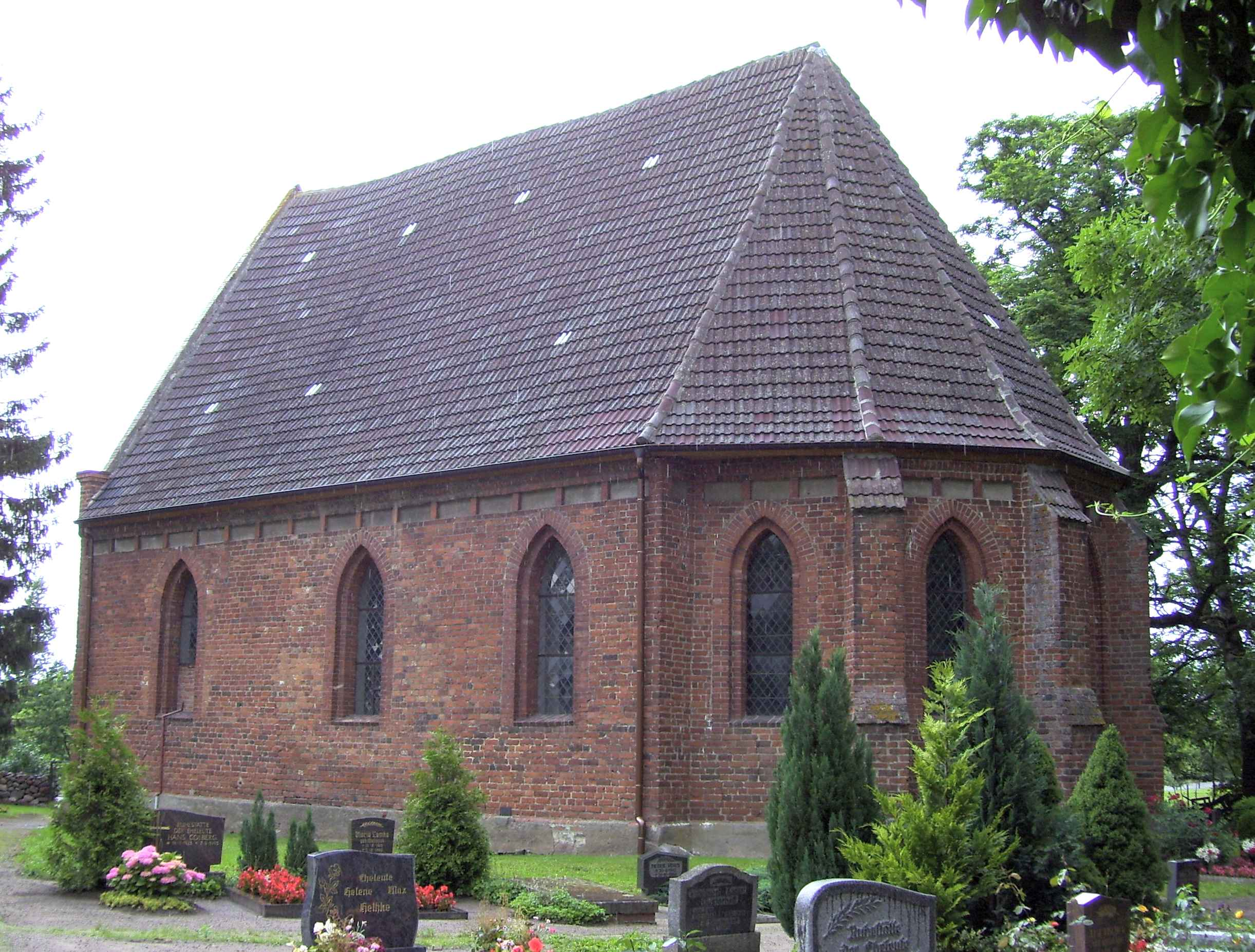
Kirche in Schmarsow (2007)

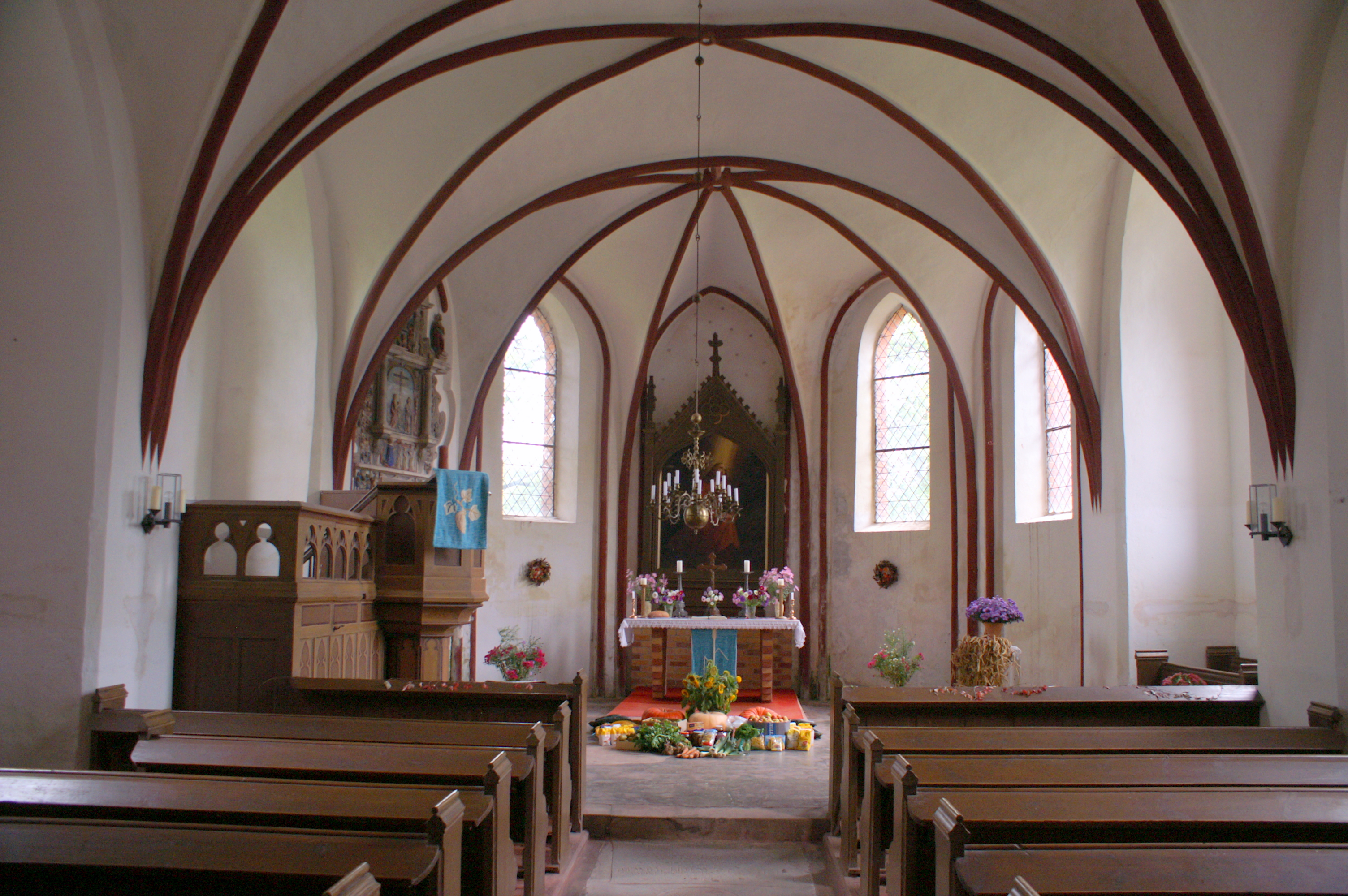
Innenraum

Die Kirche Schmarsow ist ein gotisches Kirchengebäude im Ortsteil Schmarsow der Gemeinde Kruckow.

## Geschichte
Der turmlose Backsteinbau wurde um 1400 errichtet. Das Kirchenschiff ist saalartig ausgeführt. Der eingezogene 5/10 Chor besitzt ein Rippengewölbe auf Eckdiensten im Innern und Strebepfeilern außen. Das Schiff trägt ein Kreuzrippengewölbe, welches auf nach innen gezogenen Pfeilern ruht. Der westliche Giebel ist mit schlanken, spitzbogigen Maßwerkblenden gegliedert. Zur Ausstattung gehören ein auf das Jahr 1597 datierter Kelch und ein aus Sandstein angefertigtes Epitaph für Ernst Ludwig von Malzahn (* 6. Mai 1571; † 1625) aus dem Jahr 1625.
Die evangelische Kirchengemeinde Kartlow-Völschow gehört seit 2012 zur Propstei Demmin im Pommerschen Evangelischen Kirchenkreis der Evangelisch-Lutherischen Kirche in Norddeutschland. Vorher gehörte sie zum Kirchenkreis Demmin der Pommerschen Evangelischen Kirche.

## Orgel
Die Orgel wurde 1886 in der Werkstatt von F. W. Fischer in Demmin gebaut. Nachdem die Orgel seit Jahrzehnten im Grunde nicht mehr spielbar war, konnte sie nach der Restaurierung durch Orgelbaumeister Rainer Wolter im Jahr 2020 wieder eingeweiht werden.